# Circolo scacchistico bolognese

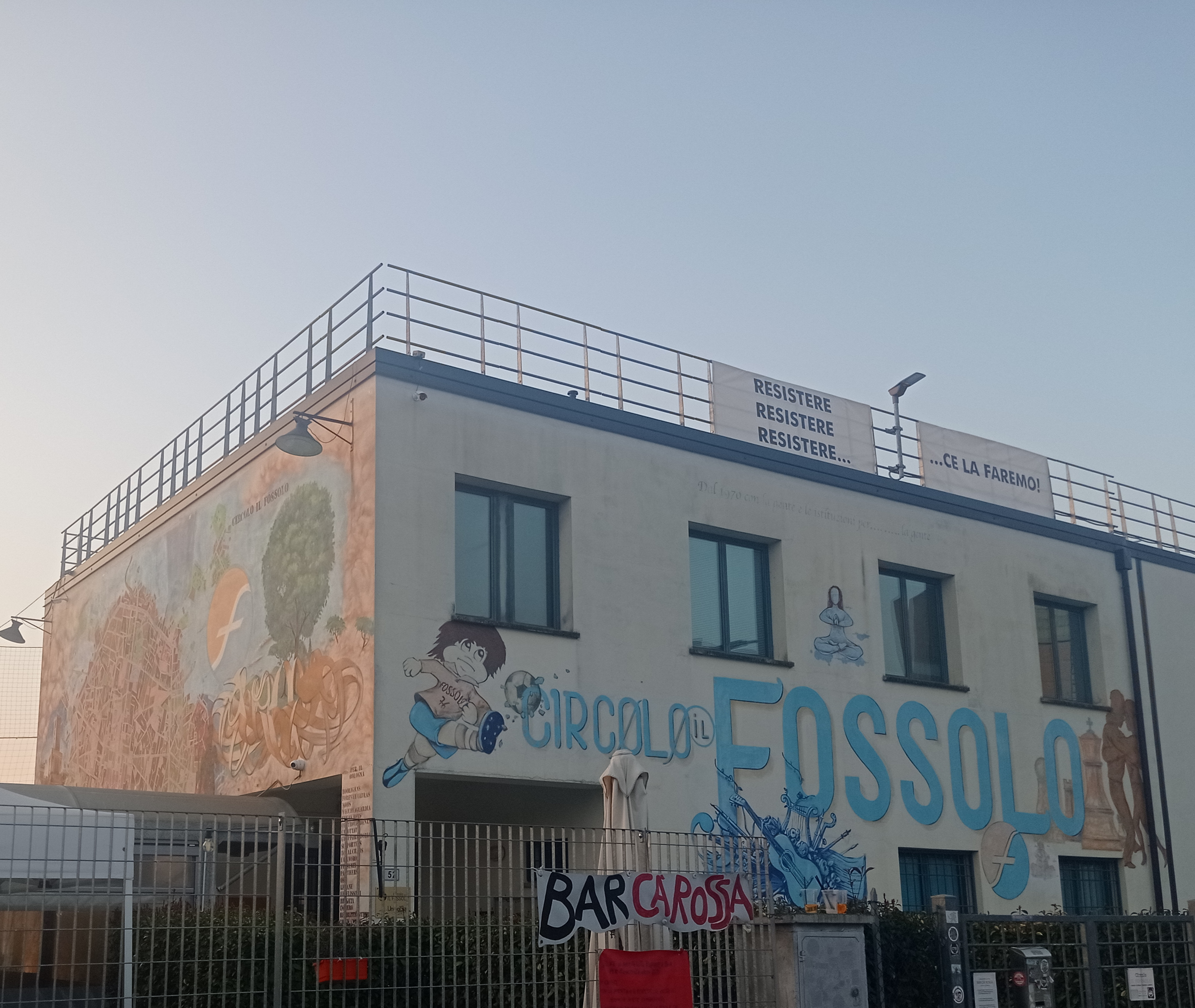
La sede del CSB all'interno del circolo ricreativo culturale
"Il Fossolo" in viale Felsina 52.

Il Circolo scacchistico bolognese C.S.B. è una associazione scacchistica affiliata alla Federazione scacchistica italiana con sede in viale Felsina 52 a Bologna. Essendo stato fondato nel 1874 risulta essere uno dei più antichi d'Italia.
Il motto del circolo è "Aut viam inveniam, aut faciam!", famosa frase spesso attribuita ad Annibale.
Il circolo ha vinto il campionato italiano di scacchi a squadre nell'edizione del 1972.
Numerose sono le collaborazioni tra l'associazione e la casa editrice specialistica Le due torri, il cui nome riprende quello dei famosi monumenti bolognesi torre della Garisenda e torre degli Asinelli, oltre che quello del pezzo torre del gioco stesso.
Il circolo organizza numerosi tornei a cui hanno preso parte anche diversi GM ed IM. Tra tali tornei figura il Torneo Internazionale Città di Imola, organizzato annualmente.